# Šablykino
Šablykino (in russo Шаблыкино?) è un insediamento di tipo urbano della Russia europea sudoccidentale, situato nell'oblast' di Orël; è il centro amministrativo del rajon Šablykinskij.
Si trova nel rialto centrale russo, 68 km a sud-ovest di Orël.